# Guest House Paradiso
Guest House Paradiso es una película británica de comedia negra de 1999 escrita y protagonizada por el dúo cómico Rik Mayall y Adrian Edmondson, quien también dirigió en su debut como director.
La película es un spin-off de la serie de televisión de comedia de la BBC, Bottom. Mayall y Edmondson repiten sus papeles de la serie respectivamente como Richie y Eddie, aunque con apellidos diferentes. La película se realizó en Ealing Studios y en locaciones de la Isla de Wight, junto a Military Road A3055, entre los pueblos de Afton y Brighstone.

## Reparto
- Rik Mayall como Richard "Richie" Twat
- Adrian Edmondson como Edward "Eddie" Elizabeth Ndingombaba
- Vincent Cassel como Gino Giuseppe Bolognese
- Hélène Mahieu como Gina Tortellini Carbonara
- Bill Nighy como Sr. Johnson
- Kate Ashfield como Srta. Hardy
- Simon Pegg como Sr. Nice
- Fenella Fielding como Sra. Foxfur
- Lisa Palfrey como Sra. Nice
- Steven O'Donnell como Chef Lardy Barsto
- James D'Arcy como Marido recién casado
- Kate Loustau como Esposa recién casada
- Paul Garcia como Amante de la pantalla
- David Sibley como Hombre intimidante

## Producción
Antes de la producción de la película en 1998, Rik Mayall estuvo involucrado en un accidente encuatrimoto, que casi lo mata y lo que provocó que Mayall permaneciera en coma por algún tiempo. Durante su hospitalización, Mayall y Edmondson comenzaron a escribir el guion de la película y se inspiraron para escribir después de sus estadías en algunos durante sus giras por los shows de Bottom Live. El título está tomado de la película Cinema Paradiso de 1988.

## Estreno
La película fue estrenada en el Reino Unido el 3 de diciembre de 1999.